# Ałagir
Ałagir (ros. i oset. Алагир) – miasto w Rosji, w położonej na północnym Kaukazie Republice Północnej Osetii-Alanii, ośrodek administracyjny rejonu ałagirskiego. 
Miasto liczy 19 678 mieszkańców (1 stycznia 2021), położone jest nad rzeką Ardon (lewy dopływ Tereku), 54 km na zachód od Władykaukazu.
Ałagir został założony w 1850 r. przy kopalni srebra i ołowiu. Prawa miejskie uzyskał w roku 1938.
Znajduje się tu dyrekcja Rezerwatu Północnoosetyjskiego.

## Demografia
Zmiany liczby mieszkańców:
- 1959 – 14 700
- 1970 – 18 200
- 1979 – 19 000
- 1989 – 21 100
- 1996 – 24 500
- 2000 – 23 100
- 2004 – 21 000
- 2005 – 20 500
- 2021 – 19 678